# Svědomí (film)
Svědomí je český film režiséra Jiřího Krejčíka z roku 1948.
Snímek lze označit za jeden z prvních skutečně psychologických filmů české kinematografie. Do kin přišel v době únorového puče, a tak byl kritikou přehlížen či přímo napadán, že se zajímá o „citečky“ jednotlivce, když v republice jde o blaho a životy všech.

## Děj
Muž (Miloš Nedbal) usmrtí dítě při dopravní nehodě, avšak z místa činu ujede, protože zrovna veze svou milenku, která jej potom vydírá. Podle popisu v novinách pozná jeho syn, že pachatelem je otec, což společně s výčitkami svědomí přiměje muže, aby se přiznal.

## Základní údaje
- Námět: Vladimír Valenta
- Scénář: Jiří Fried, J. A. Novotný
- Hudba: Jiří Šust
- Kamera: Rudolf Stahl
- Režie: Jiří Krejčík
- Hrají: Miloš Nedbal, Marie Vášová, Irena Kačírková, Jan Prokeš, Bohuš Záhorský, Eduard Dubský, František Kovářík
- Další údaje: černobílý, 101 min, drama
- Výroba: Československá filmová společnost Praha, 1948